# قشلاق أقابابا
قشلاق أقابابا (بالإنجليزية: Qeshlaq-e Aqa Baba)‏ هي قرية تقع في أردبيل في إيران. يقدر عدد سكانها بـ 145 نسمة بحسب إحصاء 2016.